# Roland Linz
Roland Linz (Leoben, 9 augustus 1981) is een Oostenrijkse voetballer (aanvaller) die sinds 2010 voor FK Austria Wien uitkomt. Met die club werd hij tweemaal landskampioen (2003, 2006) en won hij tweemaal de beker (2003, 2006). In 2006 werd hij topschutter van de Oostenrijkse competitie.

## Interlandcarrière
Linz speelde sinds 2002 in totaal 39 interlands voor de Oostenrijkse nationale ploeg, waarin hij acht keer scoorde. Hij debuteerde op 27 maart 2002 in de vriendschappelijke wedstrijd tegen Slowakije (2-0 winst), net als Ferdinand Feldhofer (Rapid Wien), Jürgen Panis (FC Tirol), René Aufhauser (Grazer AK), Thomas Höller (FC Kärnten) en Thomas Hickersberger (SV Salzburg).

## Erelijst
FK Austria Wien
- Oostenrijks landskampioen

2003, 2006, 2013
- Beker van Oostenrijk

2003, 2006